# Anna J. Harrison

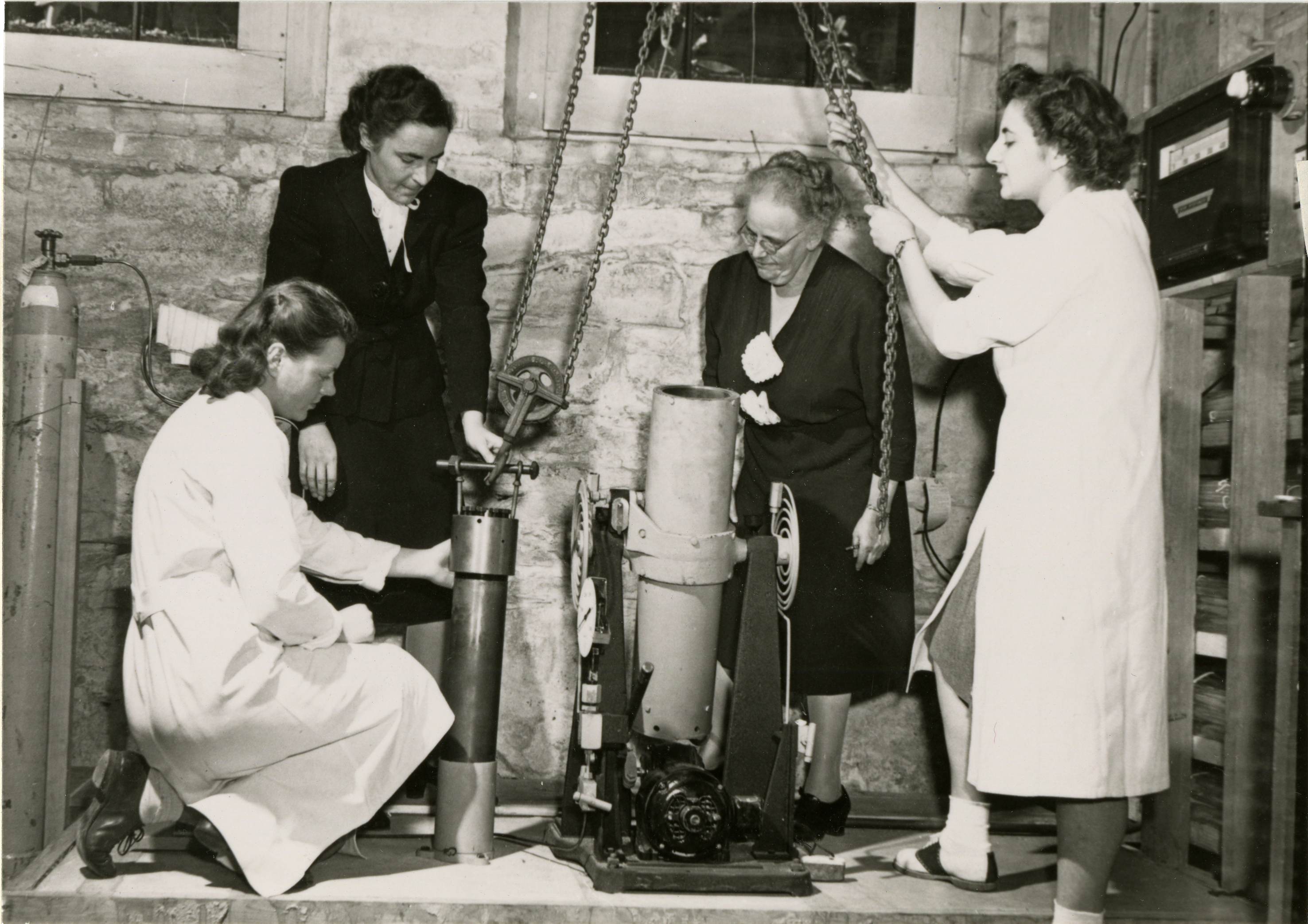
Die Chemikerinnen Kathleen Zier, Anna Jane Harrison, Mary Sherrill, Marie Mercury Roth (1947)

Anna Jane Harrison (* 23. Dezember 1912 in  Benton City, Missouri; † 8. August 1998 in  Holyoke, Massachusetts) war eine US-amerikanische Chemikerin und Hochschullehrerin.  Sie war Professorin für Chemie am Mount Holyoke College und 1978 der erste weibliche Präsident der American Chemical Society.

## Leben und Werk
Harrison wurde als zweites Kind von Albert Harrison und Mary Katherine Jones Harrison auf einer Farm in Benton City, Missouri, geboren. Nachdem ihr Vater starb, als sie sieben Jahre alt war, verwaltete ihre Mutter die Familienfarm. Harrison besuchte die High School in Mexico (Missouri) und studierte Chemie an der University of Missouri in Columbia (Missouri). Sie erhielt dort 1933 ihren Bachelor of Arts in Chemie, 1935 einen Bachelor-Abschluss in Pädagogik und 1937 den Master of Arts in Chemie. 1940 promovierte sie in physikalischer Chemie. Während ihres Master-Abschlusses in Chemie unterrichtete sie an der Einzimmer-Landschule in Audrain County, welche sie als Kind besucht hatte.  Anschließend lehrte sie von 1940 bis 1945 Chemie am H. Sophie Newcomb Memorial College, dem Frauenkolleg der Tulane University in New Orleans. Während des Zweiten Weltkriegs führte sie geheime Kriegsforschung an der University of Missouri durch. 1944 forschte sie für das National Defense Research Committee und das Corning Glass Works in Corning, New York, über giftigen Rauch und ihre Arbeit war maßgeblich für die Entwicklung von Rauchmelder-Feldausrüstungen für die US-Armee. Für diese Forschung erhielt sie den Frank Forrest Award der American Ceramic Society.
1945 wurde sie Assistenzprofessorin in der Chemieabteilung des Mount Holyoke College und arbeitete mit der Professorin und Forscherin Emma P. Carr. 1950 wurde sie Professorin in der Abteilung und war von 1960 bis 1966 Vorsitzende. 1979 ging sie am Mount Holyoke College in den Ruhestand und lehrte anschließend an der United States Naval Academy in Annapolis (Maryland).

## Forschung und Mitgliedschaften in wissenschaftlichen Organisationen
Ihre Forschung konzentrierte sich auf die Struktur organischer Verbindungen und ihre Wechselwirkung mit Licht, insbesondere im ultravioletten Bereich. Wie Carr arbeitete sie mit Spektroskopie, um die molekularen Strukturen verschiedener Verbindungen herauszufinden. Sie verwendete eine Blitzphotolyse, um chemische Reaktionen zu untersuchen. Bei der Blitzphotolyse werden Moleküle in der Gasphase zunächst einem starken Laserlichtblitz ausgesetzt. Das Licht bewirkt, dass die Moleküle auseinanderbrechen und ihre Atome auf unterschiedliche Weise wieder zusammengefügt werden, um neue Moleküle zu bilden. Dabei wird mit Spektroskopie untersucht, wie die Moleküle auseinanderbrechen und wie sich ihre Atome wieder zusammensetzen, indem festgestellt wird, welche Molekülfragmente für kurze Zeiträume zwischen dem Beginn und dem Ende der chemischen Reaktion existieren.
Von 1972 bis 1978 war sie Mitglied des National Science Board. 1978 wurde sie die erste weibliche Präsidentin der American Chemical Society.  1983 war sie Präsidentin der American Association for the Advancement of Science.
Sie arbeitete mit vielen wissenschaftlichen Organisationen in den Vereinigten Staaten zusammen, insbesondere mit der American Chemical Society, der Amerikanischen Gesellschaft zur Förderung der Wissenschaften, der Association of American Colleges, der Chemical Manufacturers Association, dem Lunar and Planetary Institute, der Manufacturing Chemists’ Association, der National Academy of Science, dem National Research Council, dem National Science Board und der National Science Foundation.
Als Vertreterin der National Science Foundation reiste sie 1971 nach Indien, für das National Science Board 1974 in die Antarktis, als Präsidentin der American Chemical Society 1978 nach Japan, Spanien und Thailand und für die American Association for the Advancement of Science 1983 nach Indien.
Sie schrieb Artikel für das Journal of the American Chemical Society, die Chemical & Engineering News und die Encyclopædia Britannica. Sie war Mitglied des Herausgebergremiums des Journal of College Science Teaching und der Chemical & Engineering News der National Science Teachers Association. 1989 verfasste sie gemeinsam mit ihrem ehemaligen Kollegen vom Mount Holyoke College, Edwin S. Weaver, ein Lehrbuch mit dem Titel Chemistry: A Search to Understanding.
Sie starb im Alter von 85 Jahren in Holyoke an einem Schlaganfall.

## Ehrungen (Auswahl)
Harrison erhielt 20 Ehrendoktorwürden sowie viele Auszeichnungen und Ehrungen, darunter 1960 die Citation of Merit des University of Missouri College of Arts and Sciences, 1969 den Manufacturing Chemists Association Award in College Chemistry Teaching, 1977 den James Flack Norris Award for Outstanding Achievement in Teaching of Chemistry der ACS Northeastern Section und 1982 den George C. Pimentel Award in Chemical Education der American Chemical Society.
- Ehrendoktorwürde des Smith College
- Ehrendoktorwürde des Williams College
- Ehrendoktorwürde des Lehigh College
- Ehrendoktorwürde des Worcester Polytechnic Institute
- Ehrendoktorwürde des Mount Holyoke College
- Ehrendoktorwürde der University of Missouri

## Veröffentlichungen (Auswahl)
- The chemical profession in transition. Chemical & Engineering News Archive 56, 1978, S. 2–3.
- mit Judith S. Lake: I. Photolysis of Low Molecular Weight Oxygen Compounds in the Far Ultraviolet Region. The Journal of Physical Chemistry 63, 1959, S. 1489–1492
- mit Edwin S. Weaver: Chemistry: A Search to Understand. PSaunders College Publishing, 1988, ISBN 978-0155064775.